# 古代ローマの料理

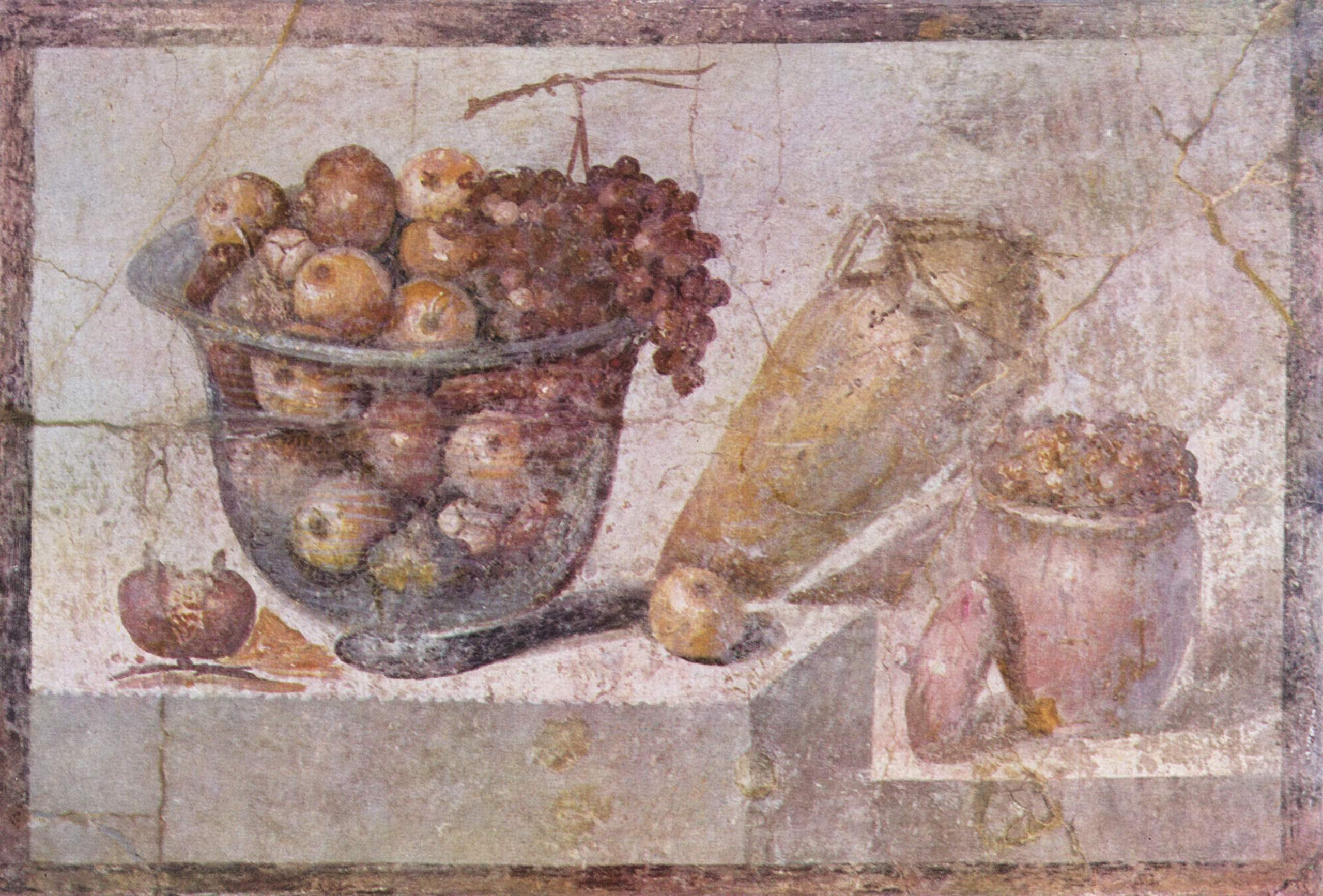
果物かごと花瓶の静物（カンパニア州 ポンペイ 西暦70年）

古代ローマの料理（こだいローマのりょうり）は、それを産んだ古代の文明が長期にわたり存続したために多くの転換を経た。これらの習慣には、ギリシアの文化、王政から共和政をはさみ帝政へという政体の変更、および属州（provincia）から多くの新しい調理習慣や料理技術をもたらすことになった帝国の大幅な拡張が影響している。初めのうち、社会階級間の料理の違いはあまり大きくなかったが、帝国が成長すると共に、差異が増えていった。

## 食事
伝統的には、朝に朝食（イェンタークルムientaculum またはiantaculum）が、正午に一日の主となる食事ケーナcena が、晩にウェスペルナvesperna が、それぞれ供された。ギリシャの習慣の影響、および外国の食材の輸入と消費の増加のため、ケーナは量と種類を増やし午後に食べられるようになった。ウェスペルナは廃れ、正午の辺りの二度目の朝食であるプランディウムprandium が導入された。
社会階級が低い層では、日々の肉体労働のリズムにより合っていたため古い習慣が残った。

### イェンタークルム
最初はエンメル麦（小麦と近い関係にある穀物）で作られた平らで丸いパンが少量の塩とともに食べられていた。上流階級では、卵や、チーズ、蜂蜜も食べられ、牛乳や果物も添えられた。帝政期に入り、紀元頃になると、小麦で作られたパンが導入され、時とともにますます多くの焼き物がこのエンメル麦パンから置き換わっていった。パンはワインに浸けられて、オリーブやチーズ、ブドウとともに食べられることもあった。

### プランディウム
この二回目の朝食はより内容が豊かで、ほとんどが前日のケーナの残り物によって構成されていた。

### ケーナ
肉体労働に従事していない上流階級の人間の間では、全ての仕事のスケジュールを午前中に入れることが習慣になっていた。プランディウムの後は、全ての仕事から解き放たれ、浴場へ行った。3時頃にケーナが始まる。この食事は特に客が呼ばれている時は深夜まで続くこともあり、comissatio（酒の時間）がよくその後に持たれた。
王政期や共和政初期にはとりわけ、労働者階級にとってはまた共和政後期にも、cena はポリッジ (porridge) （オートミールなどを牛乳や水で煮た粥）の一種であるpuls が主としてに賄われていた。最も簡単なものはエンメル麦、水、塩、油脂によって作られていた。最も洗練されたものはオリーブ・オイルで作られ、可能ならとりどりの野菜の付け合わせがあった。富裕層はpuls を卵、チーズ、蜂蜜とともに食べ、たまにではあるが、肉や魚と食べることもあった。
共和政期が過ぎるとケーナは2つのコースに分かれて発展した。メインコースと果物や魚介類（貝類、イカ、タコ、エビなど）のデザートである。共和政の終わりまでには3つに分かれて供されるのが普通になった。最初のコース（gustatio）、メインコース（cena）、そしてデザート（secudae mensae）である。

## 食卓の文化

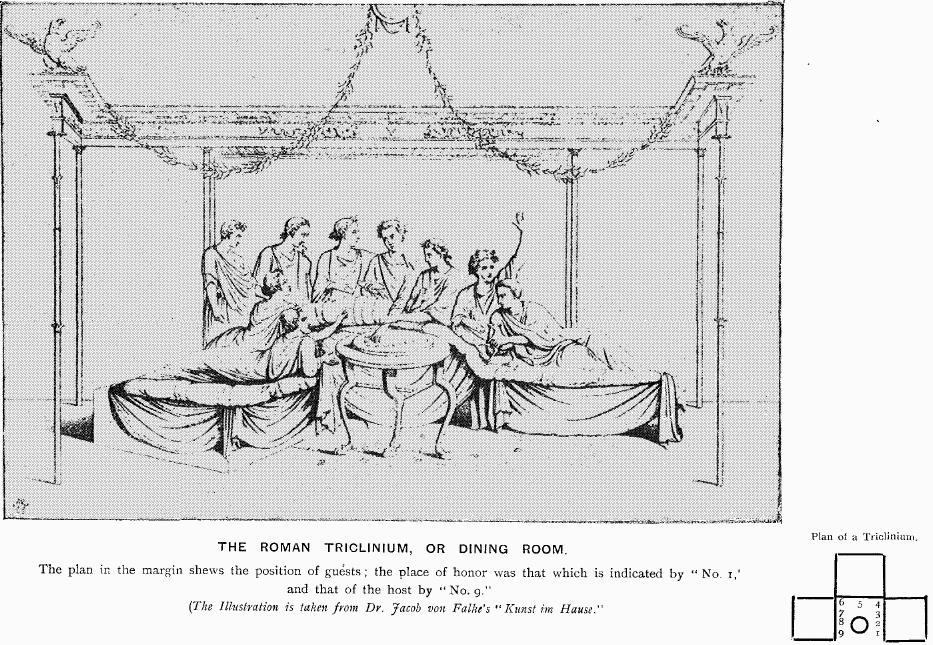
ローマの食堂

紀元前300年頃より、ギリシャの習慣がローマの上流階級に影響を与えるようになった。増大する富はかつてないほど大規模で洗練された食事へとつながった。栄養価は重視されていなかった。それどころか、美食家たちはカロリーも栄養も少ない食べ物を好んだ。消化の良い食べ物や利尿作用を持つものがもてはやされた。
食事の時には食事用のドレス（ウェスティス・ケナトリア vestis cenatoria）などの寛いだ感じのゆったりとした服が好まれた。ディナーは後にトリクリニウム triclinium と呼ばれることになる食堂で取られた。ここで、人々は食事用の長椅子（レクトゥス・トリクリナリス lectus triclinaris）に横になった。円卓 mensa の周りには奴隷が食事を運び易いように、レクトゥスが3つ馬蹄形に並べられ、レクトゥス1つには最大で3人が横になった。王政期および共和政期には、レクトゥスに座ることが許されたのは男性のみであった。椅子の傍らには飲物のためのテーブルが置かれた。頭を中央のテーブルの方にして左肘をクッションに乗せ、足がレクトゥスから出た格好で最大9人の人が一つのテーブルで食事をすることができた。それ以上の人数の客人は椅子に座った。奴隷は通常立っていなければならなかった。
ケーナ cena の前には足と手を洗った。食事を取るときは、指先と2種類のスプーン（大きめのリグラ ligula と小さく柄がとても細いコクレアル cochlear）を使った。コクレアルは貝やカタツムリなどの軟体動物を突いて食べるときに現代のフォークのように使われた。大きな塊は小分けにするためにテーブルでカットされた。料理の各皿の後には指を洗い、ナプキン（マッパエ mappae）で口を拭った。客人は自分のマッパエを持参して食事の残りやお土産（アポホレタ apophoreta）を持って帰ることもあった。
ローマ人の食事の文化で珍しいのは骨や貝殻などの食べられない部分を床にそのまま投げ捨て、後は奴隷に任せておくことだった。
夏には外で食事をする事がよくあり、ポンペイの多くの家はそのためにだけ庭の一番美しい場所に石でできた長椅子を備えていた。しかし、その椅子に横になるのは正式の催しの場合のみで、普段は腰を掛けたり立ったままで食事をとったりした。

## 娯楽
招待客のための正餐のあいだ、音楽家、軽業師、あるいは詩人がパフォーマンスをおこない、そして正餐での会話が重要な役を演ずる。舞踏はテーブルマナーにそぐわず無作法とされるため行われなかったが、comissatio ではこの慣習は無視されていた。生理現象で席を立つことは不適切とされ、我慢することが良いマナーとされた。メインコースの後、休止中に、家の守護霊であるラレスに供物を捧げた。この供物は通常、肉、ケーキ、およびワインであり、ケーキはサフランで色づけされる。

## 典型的料理

### 前菜
食事のこの部分は、gustatio またはpromulsis と呼ばれ、軽く食欲をそそる料理からなる。通常の飲み物は、ワインと蜂蜜を混ぜたmulsum である。卵（ほとんどの場合は鶏卵であるが、鴨やガチョウ、特別な場合クジャクの卵）が重要な役割を果たす。他の主な前菜はサラダと野菜である。大規模な祝宴では、複数の前菜が次々と出される。
通常のサラダと野菜は次の通りである:
- ソラマメ、ヒヨコマメ、エンドウ、およびルピナスといったpuls、これらは農民、鍛冶屋、および剣闘士のみが好む；エジプトから輸入したレンズマメは上流階級が好んだ。
- 数種のキャベツが酢と一緒に食べられた。ケールは硝酸カリウムで調理され、フダンソウは緑と白の両方の部分が使用された。
- 多くの低木と雑草の葉が、すりつぶし調理され、強いスパイスが加えられた。例えば、ニワトコ、ゼニアオイ (mallow) 、アカザ (orache) 、フェヌグリーク、イラクサ、およびスイバである。
- 果物やオリーブ、チコリ、カルドン、ゼニアオイ、ブロッコリー、アスパラガス、アーティチョーク、リーキ、ニンジンや、カブ、パースニップ、ビート、エンドウ、グリーンビーンズ、ラディッシュ、カリフラワー、レタス、および畑野菜、タマネギ、スカッシュ、キュウリ、フェンネル、メロン、ケッパー、およびクレスの酢漬けは、acetariaと呼ばれ、食欲を増進すると考えられていた。ホウレンソウは9世紀まで知られなかった。

他の前菜は次の通りである:
- ヤマドリタケ (Boletus) 、ハラタケ (Agaricus campestris) 、セイヨウショウロのようなキノコ
- 煮て塩味をつけたカタツムリ、生または調理した貝類、ウニや小魚
- 囲炉裏の灰の中で転がした卵（ゆで卵のようなもの。ガルムと共に供された）
- 共和政期の後、軽い肉料理が前菜に出されるようになった。一例はヤマネ (dormouse) で、gliaria と呼ばれる粘土のつぼの特別な巣箱で太るまで育てられる。ツグミのような小鳥もまた出された。

### メインディッシュ

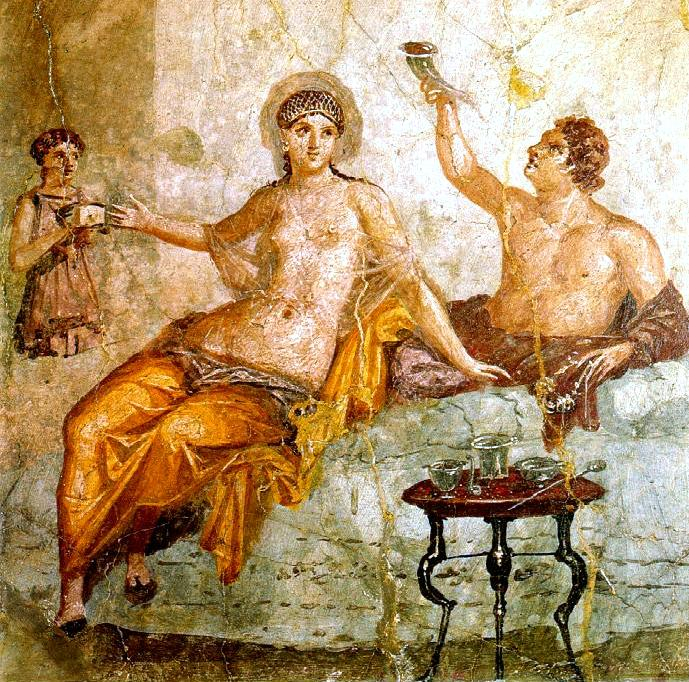
ヘルクラネウムのフレスコ画

しばしば、中間料理が実際のcaput cenae の前にふるまわれた。この料理は実際の中身より装飾が重要であった。
メインディッシュは普通、肉料理であった。一般的な料理は次の通りである：
- 牛肉は一般的では無く、牛は農耕や運搬を行う役牛であった。そのため肉は非常に硬く、長時間調理しなければならなかった。子牛の肉も一般的ではなく、レシピは非常に少ない。
- 豚肉は、最も一般的で好まれた肉である。ブタのすべての部位が食べられ、若い雌豚の乳房や子宮のような、より一般的でない部位が美味と考えられていた。
- イノシシもまた飼育され、屠殺されるまで肥育された。
- ガチョウが飼育され、肥育されることもあった。強制給餌の技法がすでに知られており、今日のようにフォアグラは特別なごちそうであった。
- 鶏肉はアヒルより高価であった。孔雀や白鳥のような他の鳥は、特別な場合にふるまわれた。去勢した雄鶏と肥育雌鳥（卵巣を除去した雌鳥）は特別なごちそうと考えられていた。紀元前161年に執政官のファンニウスが肥育雌鳥を禁止したが、禁止令は無視されていた。
- ソーセージ（farcimen）は、驚くほど様々なレシピや形式に従い、牛肉と豚肉で作られた。特に普及したブラッドソーセージのbotulus は、路上で販売されていた。最も一般的なタイプのソーセージのlucanica は、短く太い素朴な豚肉ソーセージで、そのレシピはイタリアや世界の他の地域で今日も使われている。ポルトガルとブラジルのlinguiça は、ローマのソーセージの一種を源流としている。
- 特別な趣旨のため、ソーセージと果物を詰めたブタの丸焼きが立っている状態でふるまわれた。切ると、ソーセージが内臓のように溢れ出す。このようなブタはトロイアの木馬になぞってトロイアのブタ（porcus Troianus）と呼ばれた。
- ノウサギとウサギが飼育され、前者の成功は難しいがウサギの4倍高価であった。このためノウサギはぜいたくと見なされ、肩肉が特に好まれた。
- ローマ全域で食べられていたかは不明だが、ポンペイの住民は、キリンやフラミンゴの肉、スペイン産の塩漬け魚や外国産の貝類やウニ、インドネシア産の香辛料など、多様な食べ物を輸入していたことが分かっている[1]。

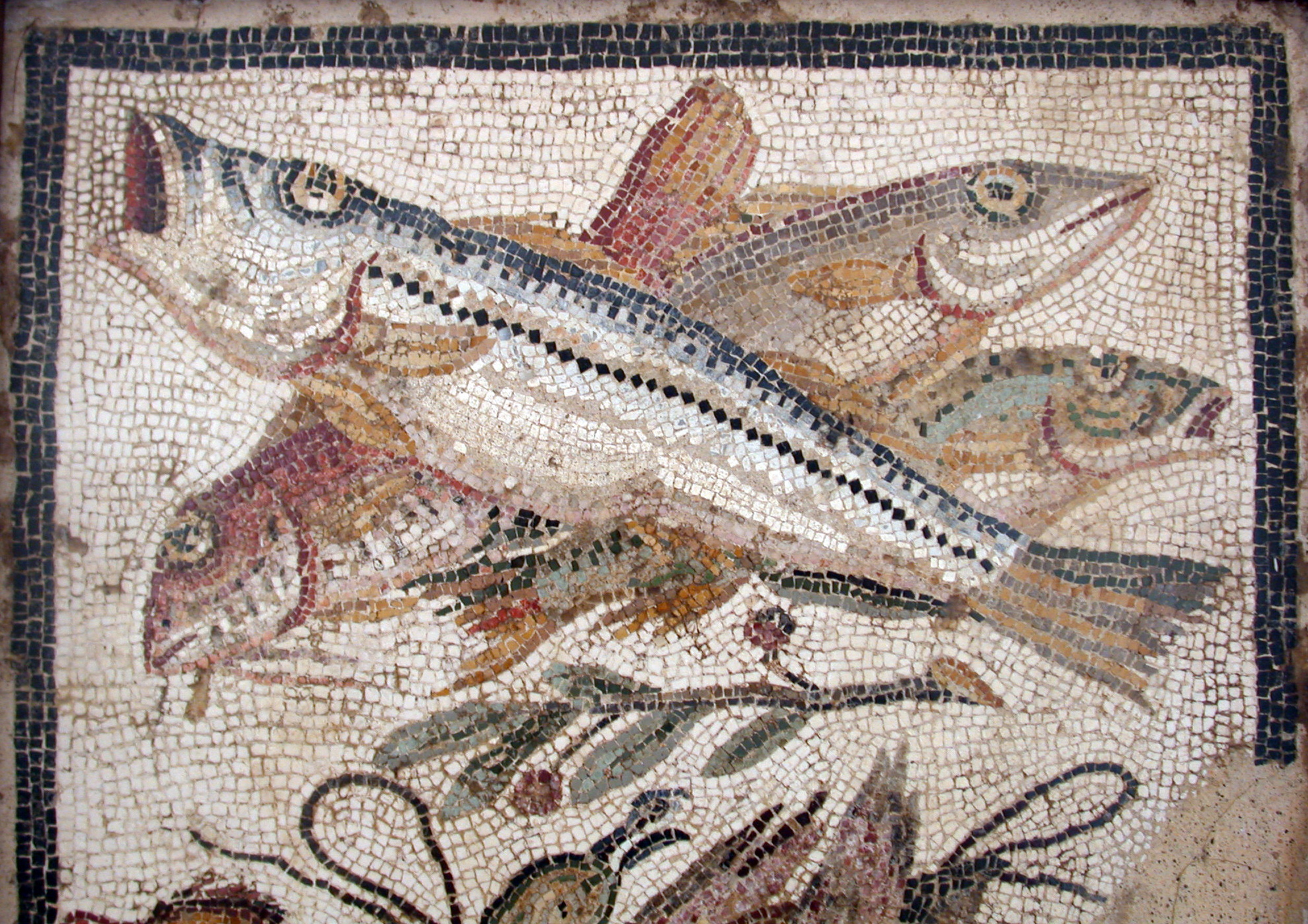
ポンペイの魚のモザイク

魚は後半にふるまわれ、肉のみよりも高価であり続けた。淡水と塩水の池での養殖が試みられたが数種類の魚を捕らえて肥育させることはできなかった。最も一般的な魚は、ヒメジ科（mullus）の魚である。特定の時間のこの魚は最上のぜいたくの典型と考えられた。水から出て死ぬと、うろこが明るい赤になることが理由である。このため、これらの魚は、時に食卓でゆっくり死ぬことがあった。これがソースの中（in garum）で行われるレシピさえあった。しかし、帝政期の初めにこの習慣は突然終わった。その理由はトリマルキオの響宴（サテュリコン参照）でのヒメジ科（mullus）の魚が、時代遅れの魚の死ぬ姿で客を退屈させる成金の特徴であることが示されたからである。

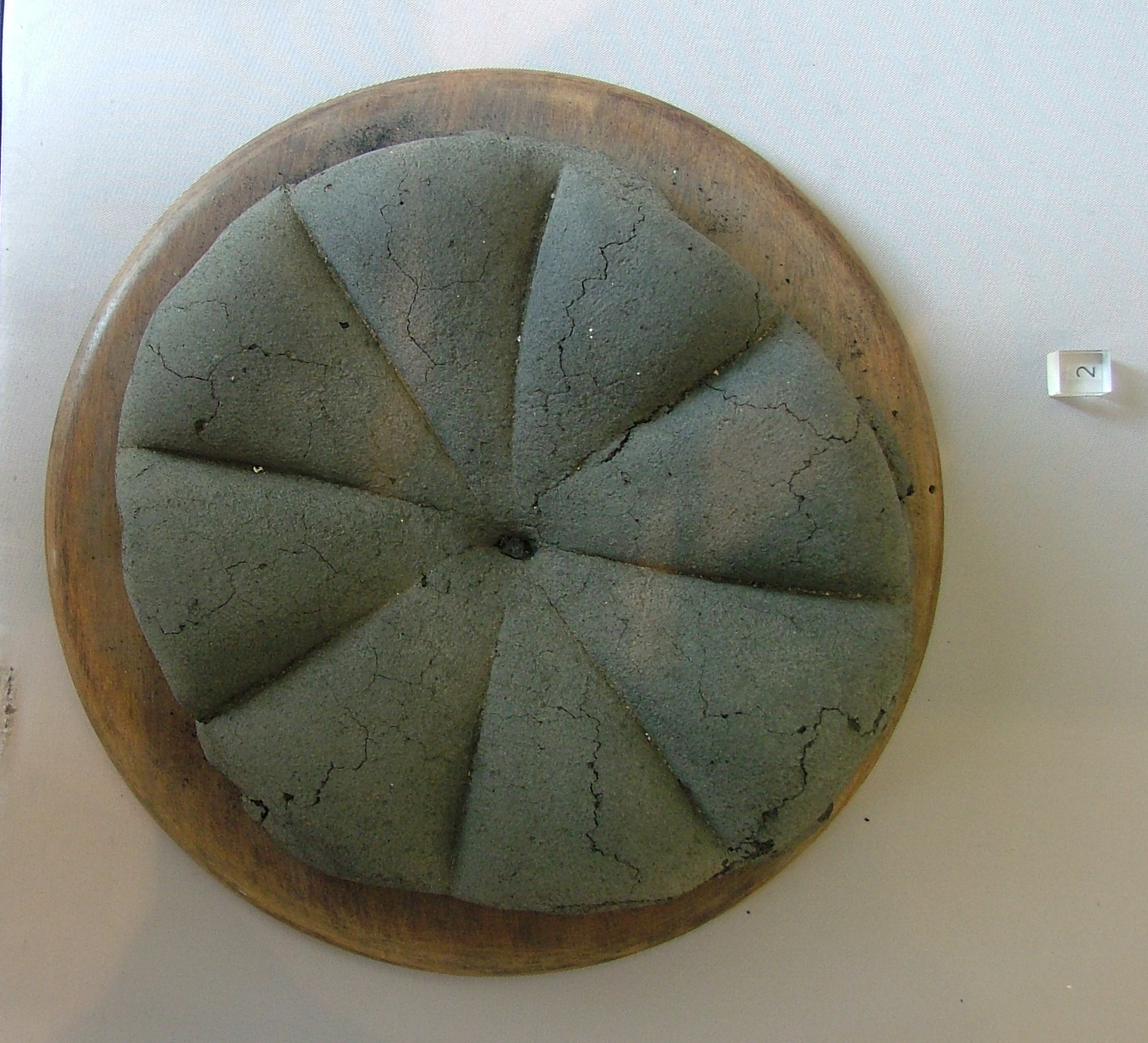
ポンペイで発見された古代ローマのパン

今日でいうサイドディッシュや付け合わせはなかったが、小麦の伝来に続いてパンがすべての身分で食べられた。その後、オーブンを使用できない最貧民のみがpuls を食べ続けなければならなかった。パンは、様々な異なる種類があり、急速に例外的に一般的となり、西暦270年から公的なパン屋がローマで規定された。

### デザート
果物の中で、ブドウが最も好まれた。ローマではワイン用と食用のブドウを区別した。レーズンもまた生産された。ブドウに次いで、イチジクとナツメヤシが重要な役割を果たし、多品種のザクロが食べられた。マルメロ、様々な種類のリンゴ、アンズ、モモ、サクランボ、ナシ、干しブドウ、ブラックベリー、メロン、およびアザロールが栽培された。ローマでは、クルミ、ヘーゼルナッツ、アーモンド、クリ、および松の実が食べられた。ローマのパン屋は、パン、ロール、フルーツタルト、菓子パンおよびケーキの多種類が有名であった。小麦で作られ、通常蜂蜜に浸されたプラケンタ、スピーラ、グロービ、エンキュトスなどの菓子も大きな役割を演じた。ある種のナッツもまた使用され、今日の菓子のように祭で投げられた。なお、レシピのほとんどは残っていない。
冷たいクラムとカキ（大きくなるまで養殖したもの）は、始めはデザート料理であったが、後に前菜となった。

## 調味料
ガルムとして知られるソースは、何にでも使える調味料だった。これは、塩漬けの魚、特にサバの内臓を非常に遅い熱過程にかけることで作られる。2 - 3か月にわたって、通常日光にさらすことによる熱で促進される酵素処理で、魚のタンパク質がほぼ完全に分解される。残った固体物は濾され、液体はガルム、残る固体物は一種の塩辛いスプレッドであるアレックとして取引される。生産の際のにおいが理由で、都市でのガルムの生産は禁止された。ガルムは小さい密封されたアンフォラで供給され、帝国中で使用されて調味料の塩を完全に置き換えた。今日、同様のソースはタイ王国とベトナムで生産され、「魚醤」として海外に販売されている。
ガルムと同じと見なされることがある調味料に、リクアメンがある。リクアメンは液状か半液状の塩味の調味料で、コルメラの『農事論』ではラードを用いた塩気の多い調味料としてリクアメンが登場し、パラディウスは塩漬の梨をベースにしたリクアメンを語っている。このため、ガルムとは別の塩味の調味料とする説がある。
香辛料、特にコショウおよび他の数百種が、大規模に輸入され、大量に使用された。非常に一般的な香辛料の1つがシルフィウム (silphium) で、ローマ人がラーセルピキウムと呼んだ植物である。ラーセルは栽培できなかったため、野生の植物を乱獲した結果絶滅し、ラーセルの代用品としてアサフェティダが使われるようになった。野菜と肉の固有の風味は、ガルムと他の調味料の多量使用で完全に消された。美食家が料理を見ても、においをかいでも、味わっても、その材料が分からない場合、調理法における最高の実績を示すと考えられていた。
甘味料としては、主に蜂蜜が用いられた。蜂蜜は高価であるため、ブドウの汁を煮詰めた濃縮ブドウ汁や、マルメロやイチジクなどの果汁を煮詰めたものもあった。

## アルコール飲料

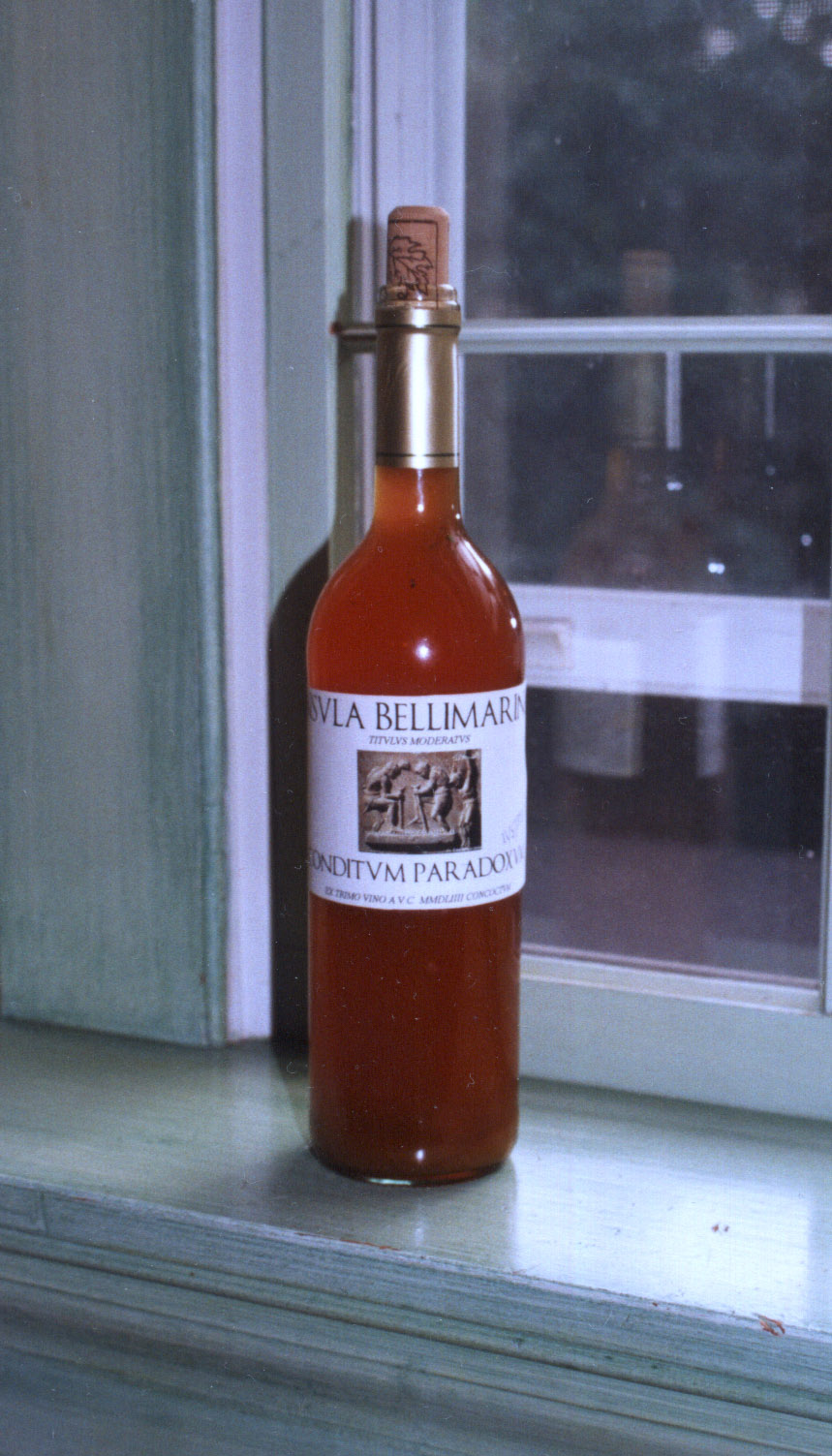
conditum paradoxumの再現製品

水は紀元前300年以降、ローマ中で良質なものを飲むことができ、暖められ、または雪で冷やして振る舞われた。水以外では、多種類のワインがあった。ワインのブランドでは、カンパニアのファレルヌス産、ラティウムのセティア産などが有名だった。ワインは通常飲む前に水割りにされ、製造者により調整され「改良」されることもあった。指示される調整は白ワインから赤、およびその逆、ワインが酢に変る危険を救うものであった。ワインはまた、様々に味付けされた。例えば、強くて甘いレーズンワインのpassum （カルタゴ発祥の最も古いレシピとして知られている）、ワインと蜂蜜を新鮮に混ぜたmulsum、ワイン、蜂蜜および香辛料をあらかじめ混ぜて熟成したconditum がある。ある特定のレシピ、onditum paradoxum は、ワイン、蜂蜜、コショウ、ゲッケイジュ、ナツメヤシ、マスティック・ガム、およびサフランを混ぜて調理し、後で飲むために貯蔵する。
宴会など大量にワインが必要な場合は「最初だけ良いものを出して酔いが回ってからは質の悪いものが出てくる。」というのがよくある方法だったらしい。
comissatio では、「飲酒のマスター」（arbiter bibendi）がサイコロで選ばれた。ワインと水の割合と全員が飲める量を決定する。また、詩、暗唱やスピーチを他の出席者に要請することができた。
客は、食事客の健康と宴会の雰囲気に寄与するために、様々な芳香の花輪を着けていた。この花輪は多種の花と香水で作られた。身につける花輪は、上流階級に位置することを示していた。

## ウォミトリウム
広く知られる誤解は、ローマではウォミトリウム（vomitorium）と呼ばれる部屋を、より多くの食事をとるために食事の間に嘔吐するために作ったとされることである。最上流階級の非常に一部のみが、故意に嘔吐する習慣があった。ウォミトリウムは、実施に全く関係ない建築物の特徴で、円形劇場の座席の層の後ろまたは下に位置する通路である。この通路から、ショーの最後に群衆を「吐き出す」ことができる。
ウォミトリウムは、今日のいくつかの劇場に見られる。例えば、オレゴン・シェークスピア・フェスティバル (Oregon Shakespeare Festival) では、野外エリザベス朝劇場、アンガス・ボマー劇場の2つがヴォミトリウムを持っている。ここから、役者は通路から円形劇場のステージに上ることができる。

## レシピおよびメニューの文献
- 『アピキウス』、ローマの料理本。日本語訳・解説書あり。
- マルクス・ポルキウス・カト・ケンソリウス：『農耕論』、農作物のレシピ
- ペトロニウス：『サテュリコン』のトリマルキオの饗宴における、初期の帝政期時代の裕福な解放奴隷の家での祝宴の風刺的な描写。